# 德国电影
德國電影（Deutscher Film）的歷史非常早，可以追溯到19世紀末，對於電影發展主要是在電影技術與藝術方面。

## 歷史

### 1918年之前
- 在黑夜與冰山 ：默片，於1912年6月拍攝，講述兩個月前的鐵達尼號海難。

### 1918年－1933年：魏瑪共和時期
- 大都會

### 1933年－1945年：納粹德國時期
- 鐵達尼號：由納粹黨宣傳機構拍攝的反對西方資本主義，反對猶太人，歌頌日爾曼民族的宣傳片，戰後在西歐被禁，1992年重新在德國出現。
- 意志的勝利

### 2000年代
- 再見列寧：2003年的德國電影，描述東德滅亡期間一個支持社會主義的昏迷女子和她家庭的故事。
- 竊聽風暴：2006年的德國電影，描述東德末年(1985年)史塔西特務為德國統一社會黨執行竊聽工作的故事。
- 绊脚石：2008年的德国电影，纪录片，讲述艺术项目绊脚石的故事。

## 外部連結
- German Film History
- Bavaria Film （页面存档备份，存于） German Film & TV Producer Bavaria Film
- Biographies and autographs of the early German film era
- （页面存档备份，存于） Web portal on German film of the Goethe-Institut - Articles, dossiers and news on German filmmakers, movies, festivals etc.